# 10805 Iwano
10805 Iwano eller 1992 WG5 är en asteroid i huvudbältet som upptäcktes den 18 november 1992 av de båda japanska astronomerna Kazuro Watanabe och Kin Endate vid Kitami-observatoriet. Den är uppkallad efter amatörastronomen Hisaka Iwano.
Den tillhör asteroidgruppen Eunomia.